# رازفان أفرام
رازفان أفرام (بالرومانية: Răzvan Avram)‏ هو لاعب كرة قدم روماني في مركز الوسط، ولد في 12 سبتمبر 1986 في بوخارست في رومانيا. شارك مع منتخب رومانيا تحت 17 سنة لكرة القدم. أما مع النوادي، فقد لعب مع نادي براشوف.

## وصلات خارجية
- رازفان أفرام على موقع قاعدة بيانات كرة القدم.إي يو (الإنجليزية)
- رازفان أفرام على موقع Soccerway.com (الإنجليزية)